# Pantherodes viperaria
Pantherodes viperaria là một loài bướm đêm trong họ Geometridae.